# Algirdas Šeškus
Algirdas Šeškus (* 4. Dezember 1945 in Vilnius) ist ein litauischer Fotograf.

## Leben und Werk
Algirdas Šeškus studierte von 1968 bis 1970 an der Kunstakademie Vilnius. In Moskau absolvierte er einen Kurs für Kinematographie und arbeitete von 1979 bis zum Abschluss seiner beruflichen Tätigkeit bei der Rundfunkgesellschaft Lietuvos nacionalinis radijas ir televizija. Als Fotokünstler war er zum ersten Mal an einer Ausstellung in Vilnius beteiligt, die von der Union der litauischen Kunstfotografen veranstaltet wurde. Šeškus hat einen dokumentarischen Ansatz. Seine Fotos zeigen Szenen des sowjetischen Alltags. Seit 1989 ist er Mitglied der Union der litauischen Kunstfotografen. 2014 wurde Šeškus mit dem Lithuanian National Prize for Culture and Arts ausgezeichnet.